# Mieszkowice (gromada)
Mieszkowice – dawna gromada, czyli najmniejsza jednostka podziału terytorialnego Polskiej Rzeczypospolitej Ludowej w latach 1954–1972.
Gromady, z gromadzkimi radami narodowymi (GRN) jako organami władzy najniższego stopnia na wsi, funkcjonowały od reformy reorganizującej administrację wiejską przeprowadzonej jesienią 1954 do momentu ich zniesienia z dniem 1 stycznia 1973, tym samym wypierając organizację gminną w latach 1954–1972.
Gromadę Mieszkowice z siedzibą GRN w mieście Mieszkowicach (nie wchodzącym w jej skład) utworzono 1 stycznia 1957 w powiecie chojeńskim w woj. szczecińskim z obszarów zniesionych gromad Kłosów i Zielin w tymże powiecie. Dla gromady ustalono 27 członków gromadzkiej rady narodowej.
31 grudnia 1959 z gromady Mieszkowice wyłączono miejscowość Ostępy oraz lasy państwowe Nadleśnictwa Godków (oddziały 218–227, 233–246, 254–263, 275–285, 291–299 i 305–306) o ogólnym obszarze 1.197,97 ha, włączając je do gromady Warnice w tymże powiecie; do gromady Mieszkowice włączono natomiast miejscowości Goszków, Wierzchlas, Jamno i Wierzchlasek ze znoszonej gromady Bielin tamże.
Pod koniec 1960 w skład gromady Mieszkowice wchodziły następujące miejscowości: Czelin, Czelinek, Czeliniec, Dróżno, Goszków, Gościniec, Jamno, Kamionka, Kępa Troszyńska, Kiwity, Kłosów, Konary, Kurzycko, Muszana, Nowiny, Radów, Ranowo, Rogaczewo, Sitno, Smogorze, Starzyn, Troszyn, Wicin, Wielica, Wierzchlas, Wierzchlasek i Zielin.
1 stycznia 1972 do gromady Mieszkowice włączono miejscowości Brochucin, Gozdowice, Nowy Błeszyn, Słubin, Stare Łysogórki i Stary Błeszyn ze zniesionej gromady Siekierki oraz miejscowości Goszkówek i Ostępy ze zniesionej gromady Warnice w tymże powiecie.
Gromada przetrwała do końca 1972 roku, czyli do kolejnej reformy gminnej. 1 stycznia 1973 w powiecie chojeńskim reaktywowano zniesioną w 1954 roku gminę Mieszkowice (od 1999 gmina Mieszkowice należy do powiatu gryfińskiego w woj. zachodniopomorskim).